# Circolo Nautico Posillipo 1999-2000
Questa voce raccoglie le informazioni riguardanti il Circolo Nautico Posillipo nelle competizioni ufficiali della stagione 1999-2000.

## Rosa
| N° |                     | Ruolo | Giocatore               |
| -- | ------------------- | ----- | ----------------------- |
|    | Italia (bandiera)   | P     | Bruno Antonino          |
|    | Italia (bandiera)   | P     | Antracite Lignano       |
|    | Romania (bandiera)  | A     | Bogdan Rath             |
|    | Ungheria (bandiera) | D     | Barnabás Steinmetz      |
|    | Ungheria (bandiera) | D     | Tamás Kásás             |
|    | Italia (bandiera)   | D     | Francesco Postiglione   |
|    | Italia (bandiera)   | D     | Carlo Silipo (Capitano) |
|    | Italia (bandiera)   | CB    | Fabio Bencivenga        |

| N° |                   | Ruolo | Giocatore              |
| -- | ----------------- | ----- | ---------------------- |
|    | Italia (bandiera) | A     | Daniele Lisi           |
|    | Italia (bandiera) | D     | Roberto Mannai         |
|    | Italia (bandiera) | CB    | Raffaele Onofrietti    |
|    | Italia (bandiera) | A     | Marcello De Georgio    |
|    | Italia (bandiera) |       | Piero Fiorentino       |
|    | Italia (bandiera) |       | Giovanni Scopece       |
|    | Italia (bandiera) | D     | Domenico Mattiello     |
|    | Italia (bandiera) | D     | Andrea Scotti Galletta |